# Comuna Asău, Bacău
Asău (în maghiară Aszó) este o comună în județul Bacău, Moldova, România, formată din satele Apa Asău, Asău (reședința), Ciobănuș, Lunca Asău, Păltiniș și Straja.

## Așezare
Comuna se află în nord-vestul județului, într-o zonă montană de la limita cu județul Neamț și cuprinde mare parte din valea râului Asău, localitățile locuite fiind concentrate pe cursul inferior al acestui râu, în zona în care el se varsă în Trotuș, orașul Comănești aflându-se la sud-est și în aval de comuna Asău. Prin comună trece șoseaua națională DN12A, care leagă Oneștiul de Miercurea Ciuc. Este străbătută și de calea ferată Adjud–Comănești–Siculeni, pe care este deservită de halta de mișcare Asău și de halta de călători Caralița.

## Demografie
Componența etnică a comunei Asău
     Români (85,9%)
     Romi (4,31%)
     Alte etnii (0,07%)
     Necunoscută (9,72%)
Componența confesională a comunei Asău
     Ortodocși (87,67%)
     Creștini de rit vechi (1,17%)
     Alte religii (1,04%)
     Necunoscută (10,12%)
Conform recensământului efectuat în 2021, populația comunei Asău se ridică la 5.475 de locuitori, în scădere față de recensământul anterior din 2011, când fuseseră înregistrați 6.698 de locuitori. Majoritatea locuitorilor sunt români (85,9%), cu o minoritate de romi (4,31%), iar pentru 9,72% nu se cunoaște apartenența etnică. Din punct de vedere confesional, majoritatea locuitorilor sunt ortodocși (87,67%), cu o minoritate de creștini de rit vechi (1,17%), iar pentru 10,12% nu se cunoaște apartenența confesională.

## Politică și administrație
Comuna Asău este administrată de un primar și un consiliu local compus din 15 consilieri. Primarul, Emilian Budacă[*], de la Partidul Social Democrat, este în funcție din octombrie 2020. Începând cu alegerile locale din 2024, consiliul local are următoarea componență pe partide politice:
|  | Partid                          | Consilieri | Componența Consiliului | Componența Consiliului | Componența Consiliului | Componența Consiliului | Componența Consiliului | Componența Consiliului | Componența Consiliului | Componența Consiliului | Componența Consiliului |
|  | ------------------------------- | ---------- | ---------------------- | ---------------------- | ---------------------- | ---------------------- | ---------------------- | ---------------------- | ---------------------- | ---------------------- | ---------------------- |
|  | Partidul Social Democrat        | 9          |                        |                        |                        |                        |                        |                        |                        |                        |                        |
|  | Alianța pentru Unirea Românilor | 2          |                        |                        |                        |                        |                        |                        |                        |                        |                        |
|  | Partidul Național Liberal       | 2          |                        |                        |                        |                        |                        |                        |                        |                        |                        |
|  | Partidul S.O.S. România         | 1          |                        |                        |                        |                        |                        |                        |                        |                        |                        |
|  | Forța Dreptei                   | 1          |                        |                        |                        |                        |                        |                        |                        |                        |                        |

## Istorie
La sfârșitul secolului al XIX-lea, comuna nu exista, câteva din satele actuale (Lunca Asău, Asău, Straja și Gura Ciobănușului) făcând parte din comuna Comănești din plaiul Muntelui al județului Bacău. Anuarul Socec din 1925 consemnează apariția comunei Asău, formată atunci din satele Apa Asău, Asău, Lunca Asău, Ciobănuș, Păltiniș și Straja și cătunul Gura Ciobănușului, având în total 3120 de locuitori și făcând parte din plasa Comănești a aceluiași județ. În 1931 din comuna vecină Agăș s-a separat comuna Goioasa, căreia i s-au alipit și satele Ciobănuș și Gura Ciobănușului.
În 1950, comuna a trecut în administrarea raionului Moinești din regiunea Bacău. În 1968, ea a revenit la județul Bacău, reînființat, tot atunci satele Gura Ciobănușului și Leorzeni (foste în comuna Goioasa) fiind desființate și comasate cu satul Ciobănuș.

## Monumente istorice
Două obiective din comuna Asău sunt incluse în lista monumentelor istorice din județul Bacău ca monumente de interes local. Unul este situl arheologic de la Asău, aflat pe un promontoriu la nord de stația de apă și la 150 m de șoseaua națională și care cuprinde vestigii din perioada de tranziție la Epoca Bronzului (cultura Horodiștea-Foltești). Celălalt, clasificat ca monument de arhitectură, este moara lui Mazilu, de la începutul secolului al XX-lea, din satul Asău.

## Turism

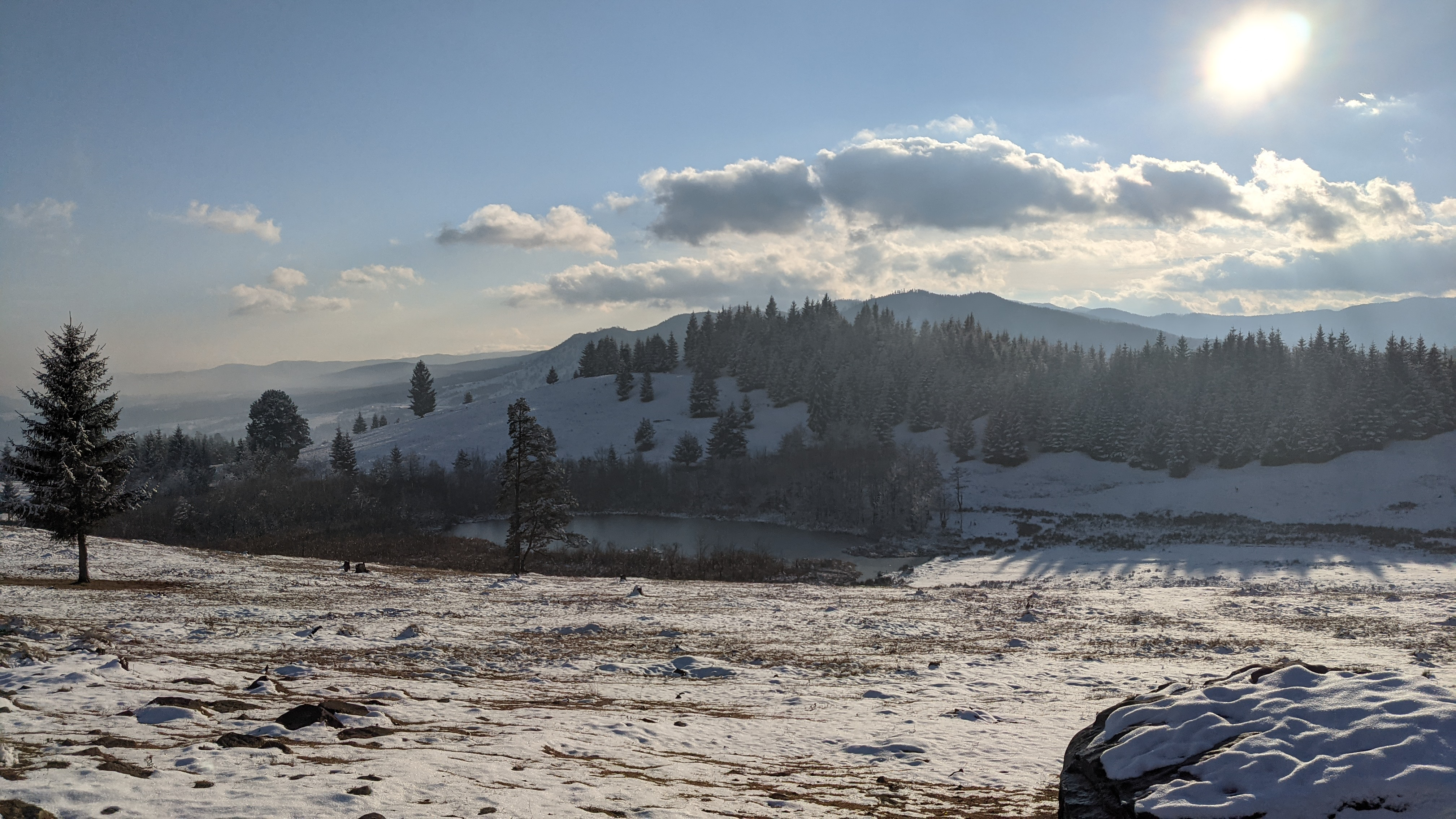

În comuna Asău se găsesc mai multe obiective turistice naturale dar și clădiri istorice. Lacul Osoi (local Lacul Sâmbeteanu sau "Lacul fără fund") este un lac natural, având o suprafață de circa 2 ha. Este un lac rezultat în urma unei străvechi alunecări masive, petrecute pe pantele sudice ale Dealului Muncelu al Prelucai Talharului - unul dintre picioarele sud-estice ale Muntilor Tarcăului.